# Xã York, Quận Elkhart, Indiana
Xã York (tiếng Anh: York Township) là một xã thuộc quận Elkhart, tiểu bang Indiana, Hoa Kỳ. Năm 2010, dân số của xã này là 3.728 người.

## Địa Lý
Theo kết quả điều tra dân số vào năm 2010, thị trấn có diện tích tổng cộng là 25,54 dặm vuông (tương đương 66,1 km²). Trong đó, diện tích đất chiếm 25,31 dặm vuông (khoảng 65,6 km²), tương đương 99,10%, và diện tích mặt nước là 0,23 dặm vuông (khoảng 0,60 km²), chiếm 0,90%. Hồ Hunter cũng tọa lạc trong khu vực của thị trấn này.